# Enceinte de Besançon
L'enceinte de Besançon est un ancien ensemble de fortifications qui protégeaient la ville de Besançon entre l'Antiquité et la fin du XIXe siècle. Les défenses de la ville ont fait l'objet d'un premier élargissement hors les murs à la fin du XVIIIe et dans la première moitié du XIXe siècle, qui est évoqué ici. 

## L'époque française (1668-1695)

### Prise de la ville (1668-1674)
Dès la première conquête française (mars 1668), Vauban entreprend la construction d'une citadelle et doit d'abord convaincre le roi et Louvois que le mont Saint-Étienne est le site idéal, car Louis XIV préfère le site de Chaudanne. Les travaux à peine entrepris au front de secours, les Français doivent se retirer et ce sont les Espagnols qui poursuivent le chantier en s'inspirant  du projet de Vauban. La conquête définitive de 1674 laisse le champ libre à Vauban qui va doubler le front Royal par le front Saint-Étienne érigé au niveau de la cathédrale éponyme, désaffectée mais sérieusement endommagée lors du second siège. Les travaux, très coûteux, vont se dérouler de 1675 à 1683 pour la partie structurante, les aménagements internes se poursuivant jusqu'en 1711.
On notera que Vauban se refuse à ériger des fortifications sur les collines de Chaudanne et Bregille, estimant que, si elles venaient à être prises par l'ennemi, celui-ci disposerait de positions idéales pour tirer sur la ville et la citadelle à l'abri de remparts, bien que la portée des canons de l'époque soit trop faible pour atteindre ces objectifs. Par contre il est favorable à l'implantation de redoutes à l'avant du front de secours, projet qui  est concrétisé un siècle plus tard par le chevalier le Michaud d'Arçon. Les trois seules constructions réalisées par Vauban à l'extérieur des enceintes seront deux petites lunettes dites de Chaprais et Charmont et une redoute, la lunette de Bregille chargée de défendre, côté rive droite, le pont de bois construit en 1689 au niveau d'une tour moyenâgeuse située sur la rive gauche.

### La boucle
Parallèlement les remparts, hérités des siècles passés, sont remaniés ou transformés de 1675 à 1695. Ceux de l'enceinte urbaine vont notamment être défendus par un ensemble de bastions et, innovation de Vauban compte tenu de la spécificité du site, de tours bastionnées : tour de Rivotte, tour de Bregille, tour de Saint Pierre, tour des Cordeliers, tour du Marais et tour de Chamars. La construction d'un rempart intérieur bastionné isole la zone de Chamars de la ville et offre la possibilité d'inonder le site en cas de siège. Si les "avant-portes" à  Tarragnoz et Rivotte sont seulement complétées, la porte de Rivotte est remaniée et Vauban fera construire une nouvelle porte Notre-Dame entre la tour et le fleuve.

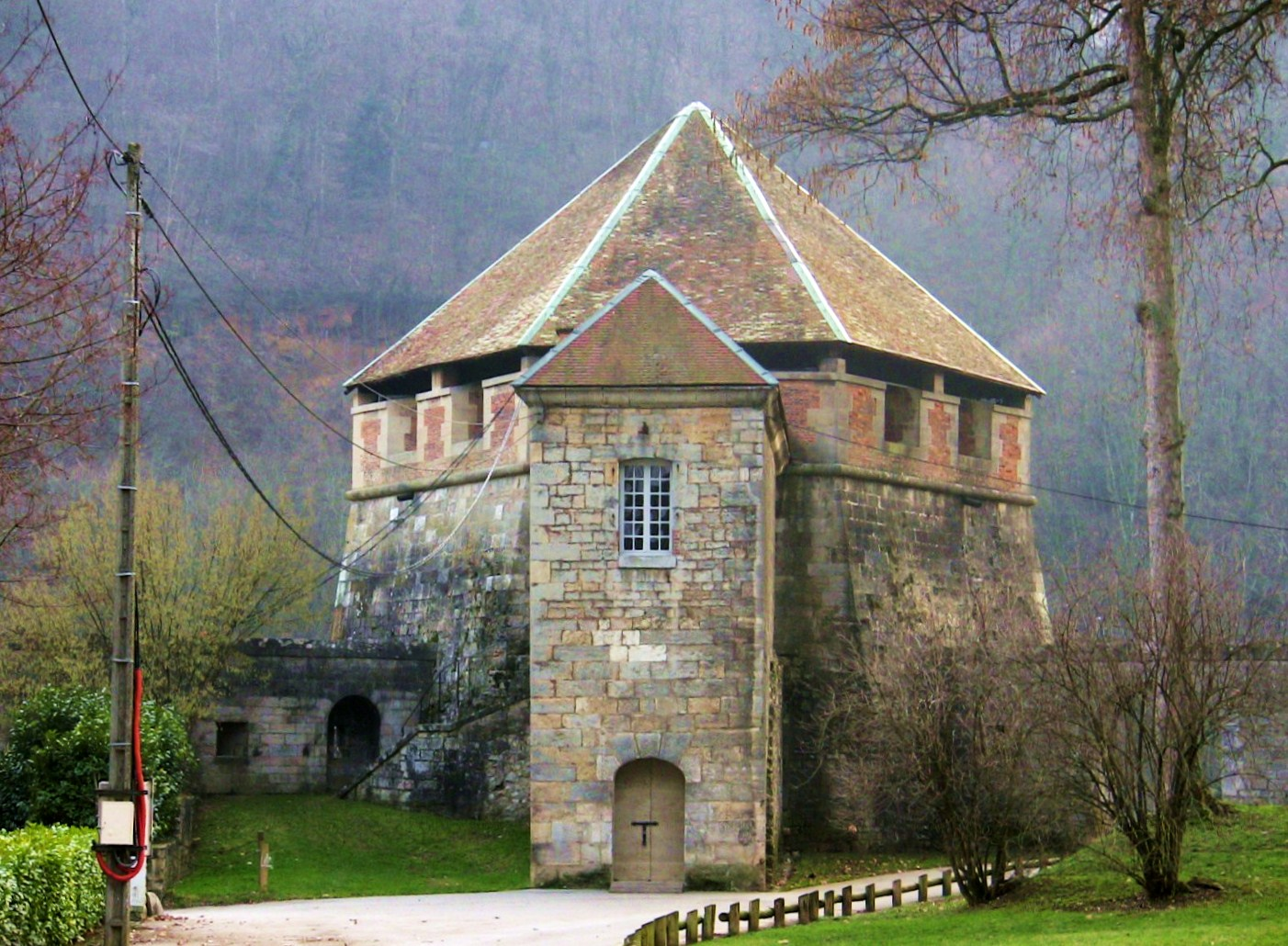
La tour de Chamars.

Vauban fait remanier entre 1675 et 1695 l'enceinte de la boucle datant du XVIe siècle, et qui courait sur les 3 500 m du méandre entre les faubourgs de Rivotte et de Tarragnoz. La muraille est conservée par endroits en la renforçant, transformée en rempart à d'autres. Les bâtiments des quais sont une initiative de l'ingénieur Isaac Robelin, Vauban ayant prévu à cet endroit une simple muraille. La porte Rivotte est équipée d'un avant-corps entre les deux tours du XVIe siècle. Construisant une nouvelle porte Notre-Dame (1691), Vauban conserve en la remaniant la tour Notre-Dame (dite de Charles Quint) qui protégeait cette entrée de la ville, ainsi que le chemin de ronde fortifié entre celle-ci et la citadelle, hérissé de trois tours plus petites. Les "avant-portes" de Malpas et de la porte taillée sont également conservées. À la tour de gué de cette dernière, datant de 1546, Vauban fait ajouter un corps de garde. Une muraille intérieure est élevée pour isoler le bras du Doubs qui traversait Chamars. Comme au siècle précédent cette zone était inondable en cas de siège.
La défense des courtines et portes est assurée par une succession de bastions et tours bastionnées : tour de Rivotte, tour de Bregille (qui servira au début du XXe siècle de colombier militaire), bastion du moulin Saint-Paul, tour de Saint-Pierre, bastion du Saint-Esprit, arc de Triomphe de la porte de Battant (et ses batteries casematées suivies en aval par celles de Poitune et des Cordeliers), tour des Cordeliers, bastion du moulin de l'Archevêque, tour du Marais, tour de Chamars, bastion du moulin de la Ville, bastion de la porte Notre-Dame et tours Notre-Dame. Il s'agit là de la première implantation de tours bastionnées à deux étages de tirs, celles de Chamars étant de plus faible dimension que les trois premières. Les toitures  de ces tours seront ajoutées au XIXe siècle). Par ailleurs le premier pont de Bregille (en bois), est construit en 1689  et défendu  côté rive droite par une redoute (lunette de Bregille) occupant l'emplacement d'une ancienne tour.
Cette enceinte a subi d'importants modifications aux XIXe et XXe siècles : déconstruction de l'arc de triomphe et de son corps de garde en 1776, aménagement d'un chemin de halage en 1832 (auparavant les fortifications avaient les pieds dans l'eau), construction de la gare d'eau avec son corps de garde protégeant le chenal d'accès (1831) et suppression du rempart intérieur de Chamars (1874), déconstruction de la lunette de Bregille en 1886, suppression des portes Malpas et Notre-Dame en 1893-94, dérasement des remparts entre la tour Saint-Pierre et le bastion du Saint-Esprit entre 1895 et 1897 (y compris ces deux édifices).
Côté Rivotte, les deux tourelles de la porte (qui faillit être déconstruite comme les autres), sont percées de passages piétons en 1893, le pont-levis et le fossé disparaissent. Un aménagement du rempart sera nécessaire à proximité de la porte pour le passage de la voie ferrée en 1884 avant l'ouverture sur Rivotte de l'avenue Gaulard (1942). À noter le dégagement temporaire en 2012 lors des travaux pour le tramway, d'une section du rempart intérieur de Chamars et du pont (1769) qui franchissait le bras intérieur du Doubs pour accéder à la promenade Chamars. Les deux vases « de Boutry » qui l'ornaient et avaient été réinstallés dans le parc sont actuellement face à l'ancienne maternité. Voir également le  corps de garde du XVIIIe siècle, situé à proximité de l'hôtel de police, qui contrôlait le passage dans le rempart intérieur aujourd'hui disparu.
Les bâtiments du quai Vauban sont inscrits à l'inventaire des monuments historiques depuis 1933, suivis en 1942 par le classement de la tour de Bregille et des remparts. La porte et la tour de Rivotte ainsi que la porte taillée seront classées en 1944. L'ensemble de l'enceinte urbaine est inscrite en 2019.
Ce patrimoine appartient à la ville qui l'entretient et met certaines tours à la disposition  de particuliers ou d'associations. Ainsi, outre la tour de la Pelote qui hébergea un restaurant jusqu'à son incendie en 2013, la tour du Marais accueille deux associations (Don Quichotte  et Club spéléo du Doubs), celle de Bregille héberge depuis les années 1980 "Le Bastion" centre de musique rock, celle des Cordeliers est utilisée pour des expositions et concerts et peut être visitée ainsi que la tour  de Chamars (voir l'Office de tourisme).

### Le front Battant

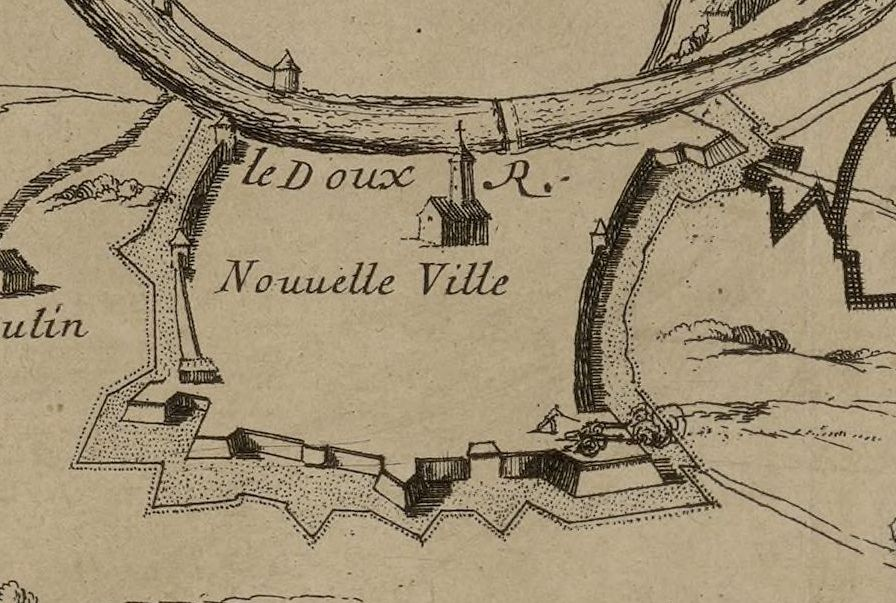
Plan du front Battant lors du siège de 1674.

En parallèle, l'enceinte de Battant sur la rive droite du Doubs est transformée entre 1677 et 1692. L'ancienne enceinte, mélange de fortifications médiévales et bastionnées présente des points faibles notamment du côté ouest (Arènes) que les français ont pu exploiter lors du siège de 1674. À partir de 1677 Vauban, selon ses plans, confie à l'ingénieur Montille la tâche de la remplacer par une nouvelle, l'ancienne enceinte est totalement détruite à l'exception de trois ouvrages : la tour de Montmart (vraisemblablement du XIIIe siècle), la tour de la Pelote (1475) ainsi que la porte de Charmont.

Plan type d'un bastion à orillons du premier système de Vauban.

Une nouveau front bastionné est mis en place selon le premier système de Vauban à l'inverse de la Boucle qui utilise un nouveau système (aujourd'hui connu sous le nom de second système). Cette nouvelle enceinte en arc de cercle comporte quatre bastions d'Arène (1), de Charmont (5), Griffon (7, ou fort Griffon) et de Battant (14), typiques du premier système de Vauban, ils sont à orillons, cela pouvant s'expliquer par le fait que les fossés sont secs sans inondation possible. Ils comportent pour les trois derniers un glacis et sont à l'exception du fort Griffon et du flanc gauche du bastion Arène munis de poternes débouchant dans le fossé sur leurs flancs.
Le front bastionné présente quelques irrégularités pour s'accommoder d'un relief avec un dénivelé de plus de 40 mètres entre les rives du Doubs et la partie haute du quartier Battant. Ainsi, le flanc gauche du bastion de Charmont et le flanc droit du bastion de Battant sont dotés d'une fausse braie.
Les trois ouvrages préservés de l'ancienne enceinte se voient assignés un nouveau rôle :
- la tour de la Pelote (16) est maintenue dans la nouvelle enceinte et est protégée par une contre-garde (15);
- la tour de Montmart intégrée dans le bastion de Battant (14) est transformée en magasin à poudre;
- la porte de Charmont intégrée dans le bastion du même nom (5) sert de souterrain notamment d'accès à la ville depuis la poterne du flanc gauche.

Le bastion Griffon ou fort Griffon est particulier, le front Battant étant à l'opposé de la citadelle dans une ville récemment devenue française, Vauban va y appliquer son principe du fort réduit en réalisant un bastion également retranché côté ville avec des casernements pour à la fois renforcer la défense de la place sur ce front à l'opposé de la citadelle et pouvoir surveiller la ville en cas de soulèvement.

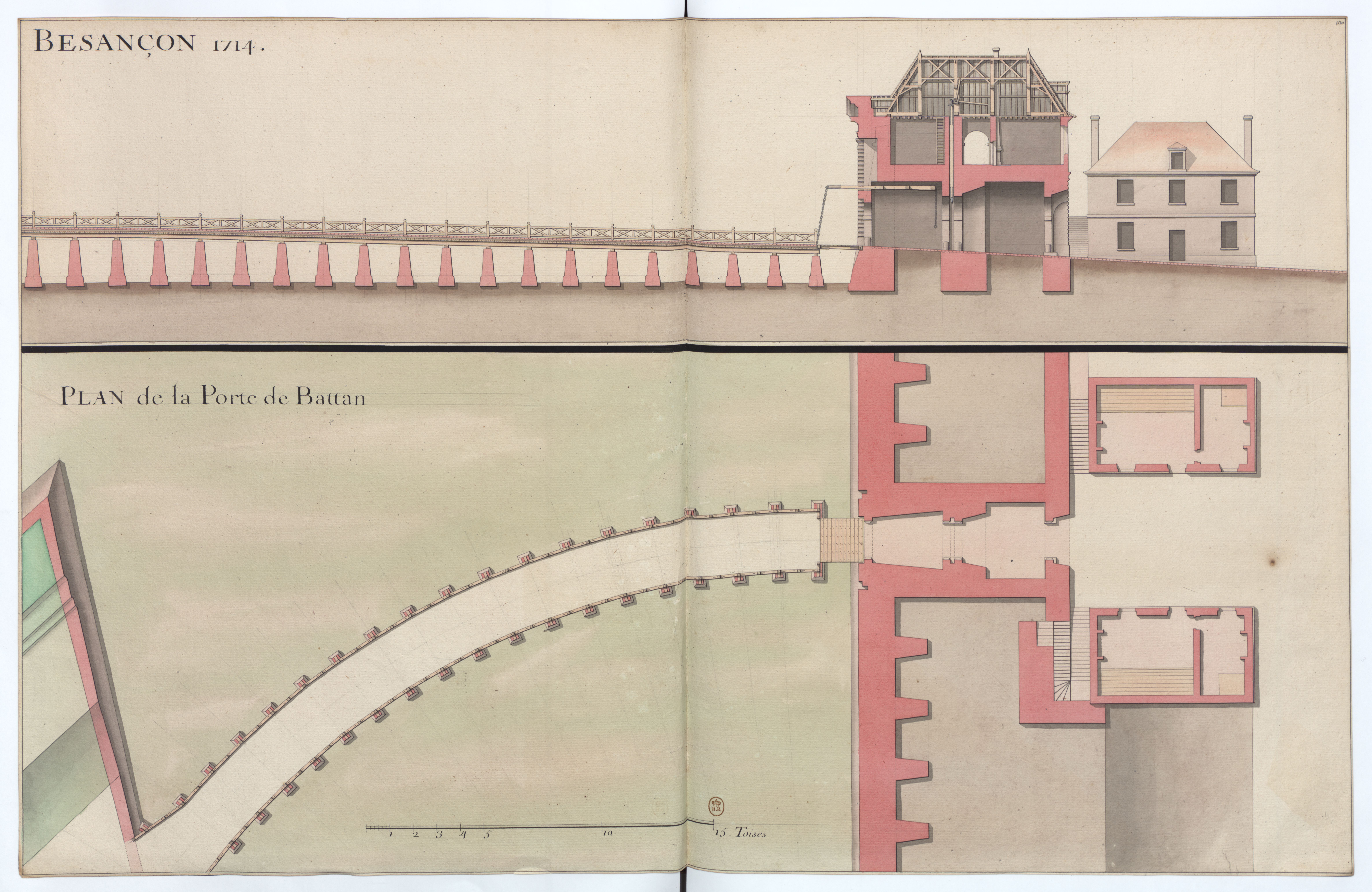
Plans de la porte Battant en 1714

Trois portes sont percées à travers l'enceinte remplaçant les anciennes portes médiévales :
- d'Arène sur la courtine 1-5
- de Battant sur la courtine 7-15
- de Charmont sur la courtine 5-7

Les portes sont protégées par une demi-lune percée d'une avant-porte. La porte Battant étant décentrée par rapport à la courtine, la demi-lune (10) est également reliée à la courtine 7-14 par une caponnière disposée en fond de fossé couplée à une poterne.
La ligne extérieure consiste en un glacis englobant la nouvelle enceinte. Des traverses composées d'un parapet et d'une banquette sont disposées en travers des chemins couverts aux saillants et rentrants pour protéger les défenseurs du tir en enfilade et constituer un retranchement.

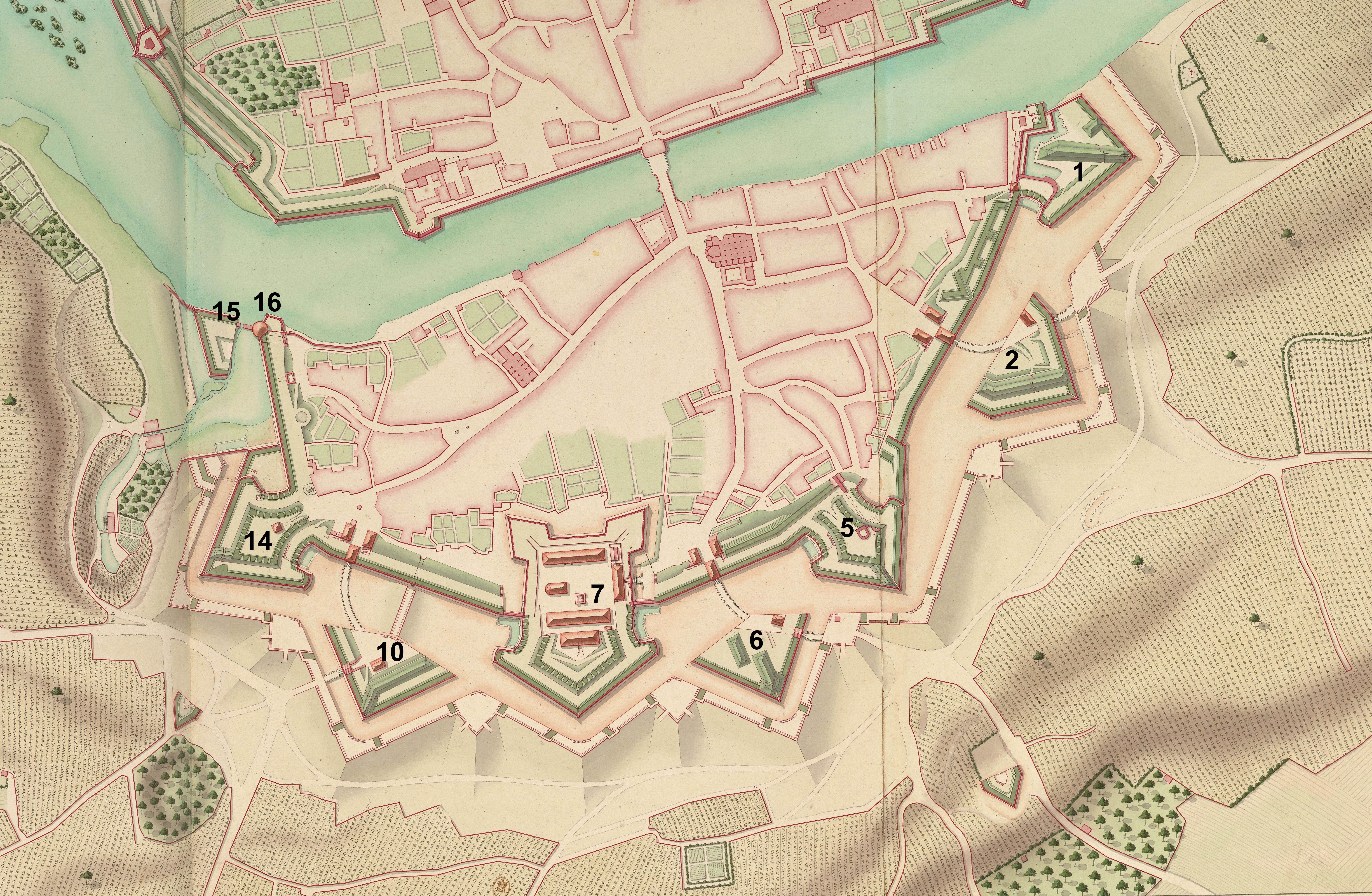
Plan du front Battant en 1714

En complément de ces défenses, deux petites lunettes détachées sont implantées dans les années 1670 à Battant et Charmont. Elles ont aujourd'hui disparu, mais la première se situait près de l'esplanade du monument aux morts et la seconde à l'emplacement de parking du supermarché de la rue Voirin.
Les travaux pour améliorer la voirie aux XIXe et XXe siècles vont largement bouleverser l'œuvre de Vauban sur cette rive droite, à commencer par l'aménagement des quais (de Strasbourg en 1865 et Veil Picard en 1880) qui nécessiteront la pose de portes protégées par des pont-levis aux deux extrémités. Ces aménagements ont depuis disparu. Les grands travaux engagés à la fin du XIXe siècle feront disparaître une partie de la double-couronne. Aujourd'hui, il n'y a plus de portes, des sections de remparts ont cédé la place à la voirie et les fossés sont devenus des parkings. Le bastion d'Arènes sera considérablement remanié, notamment lors du percement des rues d’Arènes et de Port-Citeaux. Il en sera de même du bastion de Charmont au XXe et de celui de Battant dont le cavalier fut arasé au XIXe tandis qu'une passerelle était placée au-dessus de l'avenue Edgar Faure pour communiquer avec le glacis. Si la demi-lune de Battant a été préservée avec ses deux corps de garde des XVIIe et XIXe, celle de Charmont sera tronquée aux XIXe et XXe siècles pour permettre l'aménagement de la voirie adjacente. La demi-lune d'Arènes a pour sa part presque totalement disparu. Les municipalités de l'époque donnèrent leur feu vert à la déconstruction des portes de Vauban dont l'étroitesse gênait la circulation : Battant en 1873 (subsiste un corps de garde), Charmont en 1894 et Arènes en 1933. Toutefois une nouvelle porte à double passage prit le relais à Battant déconstruite à son tour en 1956. Seuls les corps de garde qui ont été préservés rappellent l'existence passée de ces entrées historiques de la ville. Le fort Griffon a perdu son pont-levis et le fossé qu'il franchissait. 
La ceinture de Battant avec le fort Griffon sont classés monuments historiques depuis 1942 ainsi que la tour de la Pelote (qui fut louée à un restaurateur jusqu'à l'incendie de décembre 2013). Les remparts et les deux tours appartiennent à la ville, le fort Griffon au conseil général qui l'a acquis en 1946 (il hébergea l'École normale d'institutrices puis, après rénovation, l'IUFM de 1991 à 2013).

### Les bâtiments
En 1680 débutent les constructions des premières casernes (Saint-Pierre, Saint-Jean et Saint-Paul) chargées d'accueillir les 1 500 hommes de la garnison, la citadelle et le fort Griffon ayant par ailleurs leurs propres casernements.

## Les dernières réalisations (XVIIIe–XIXesiècles)

### Les interventions d'Arçon (1791)

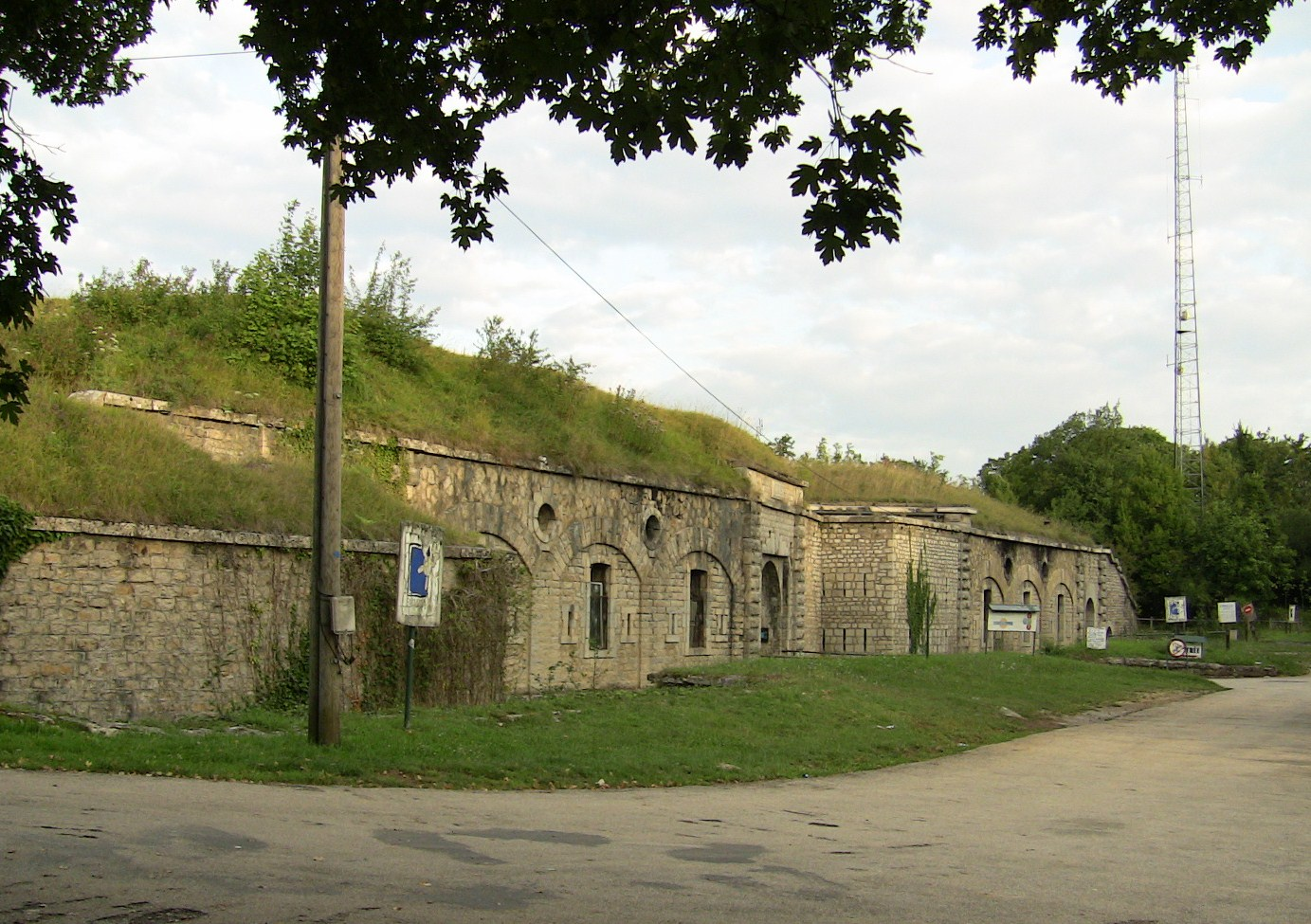
Le fort de Planoise.

Si Vauban  refusa la fortification des collines de Bregille et Chaudanne proches de la citadelle et de la ville, il était favorable à l'implantation de redoutes pour s'opposer aux attaques venant de la Chapelle des Buis. Ceci fut concrétisé en 1791 par le bisontin Le Michaud d'Arçon alors que la France était menacée d'invasion. Celui-ci imposa des redoutes de son invention (lunettes d'Arçon) qu'il prévoyait de construire en cinq points hauts : deux en bordure de la combe sud (suivant l'idée de Vauban) ainsi qu'à Chaudanne, Bregille et Beauregard. Bregille ne sera pas retenu et la construction des quatre autres ne fut pas immédiate, de sorte que seule Chaudanne achevée en 1797 était opérationnelle lors du siège de 1814. La lunette de Beauregard sera transformée à partir de 1845 ; elle devint le fort Beauregard qui ne sera totalement terminé qu'en 1870). Quant aux lunettes de la combe (Tousey et Trois-Châtels), il fallut attendre 1827 pour voir leur achèvement.
Trois autres fortifications vinrent compléter cet élargissement de la place fortifiée : sur le sommet de la colline de Bregille fut érigé un fort bastionné (fort de Bregille) entre 1825 et 1837 (avec des modernisations ultérieures à partir de 1865). De même sur Chaudanne un autre fort également bastionné (fort de Chaudanne), vint prendre la place (1841-1844) de la lunette dont on conserva la tour-réduit. Sur le petit-Chaudanne, l'existence d'un point faible dans la défense sud de la ville imposa la construction d'un fort plus modeste ébauché en 1851 et terminé en 1869-70. À signaler la construction, dans les années 1860 (terminée en 1873), d'une grosse lunette 400 m à l'ouest de la ceinture de Battant. Cet ouvrage, très endommagé par une explosion accidentelle en 1883, sera désaffecté. C'est à son emplacement que sera construite la caserne de Charmont, future caserne Vauban, au début du XXe siècle.
La lunette de Trois-Châtels est inscrite à l'inventaire des monuments historiques depuis 1995 et le fort de Chaudanne en 1996. Le site  de 1200 ha « centre ancien de Besançon et ses abords », inscrit en 1977 englobe, outre Griffon,  les six fortifications de ce premier élargissement.
Tousey et Trois-Châtels sont privés. Les forts appartiennent à la ville de Besançon qui met Chaudanne à disposition (théâtre Alcyon et société de tir) et utilise Bregille pour des manifestations, des fourrières (canine et deux roues) y étant installées par ailleurs.